# Tuarangisaurus
Tuarangisaurus (que proviene del maorí tuarangi "antiguo" y el griego sauros "lagarto") es un género extinto de elasmosáurido encontrado en Nueva Zelanda. Tuarangisaurus es conocido a partir del holotipo NZGS CD425, un cráneo casi completo y la mandíbula y del espécimen NZGS CD426, nueve vértebras cervicales anteriores. Algunos restos postcraneales de juveniles han sido atribuidos también a Tuarangisaurus. Fue recuperado de los estratos de la formación Tahora, que data de mediados del Campaniense en el Cretácico Superior, hace cerca de 78 millones de años. Fue nombrado originalmente por Wiffen y Moisley en 1985. La especie tipo y es Tuarangisaurus keyesi, y en 2005 se reportó una nueva especie en Queensland, Australia, T. australis. Se estima su longitud en 8 metros.